# ۱۵ دسامبر
۱۵ دسامبر در تقویم گرگوری، سیصد و چهل و نهمین (در سال‌های کبیسه سیصد و پنجاهمین) روز سال است. ۱۶ روز تا پایان سال باقی است.

## رویدادها
- ۱۲۵۶ - هولاکو خان قلعه الموت اسماعیلیان را تصرف و آن را نابود کرد.
- ۱۹۷۶ - ساموا به عضویت سازمان ملل متحد درآمد.
- ۲۰۰۵ - لاتویا قانون آزاد بودن ازدواج همجنسگرایی را از قانون اساسی خود حذف کرد.

## زادروزها
- ۳۷ - نرون، امپراتور روم
- ۱۳۰ - لوسیوس وروس، امپراتور روم
- ۱۸۱۶ - چارلز استانهوپ دانشمند و سیاستمدار بریتانیایی.
- ۱۸۵۹ - لودویک زامنهوف چشم‌پزشک اهل لهستان
- ۱۹۱۸ - عفیفه الحصنی، شاعر سوری.[۱]
- ۱۹۵۳ - فرانسیسکو فادول، سیاستمدار اهل گینه بیسائو
- ۱۹۸۲ – مارینا آلبیول گوسمن، سیاستمدار اهل اسپانیا
- ۱۹۸۳ – دونتل جفرسون، بازیکن بسکتبال اهل ایالات متحده آمریکا
- ۱۹۹۱ – آلاناهایم، موسیقی‌دان اهل ایالات متحده آمریکا

## دگذشت‌ها
- ۱۲۷۸ (پیش از میلاد) - ستی یکم، فرعون مصر باستان
- ۱۸۵۳ - گئورگ فریدریش گروتفند'، باستان‌شناس آلمانی
- ۱۹۶۶ - والت دیزنی، انیماتور آمریکایی
- ۱۹۷۸) - محمد ادیب العامری، سیاستمدار و نویسندهٔ فلسطینی.[۲]

## مناسبت‌ها
- روز جهانی اوتاکو
- روز اسپرانتو